# Albert Gladstone
Albert Charles Gladstone, född 28 oktober 1886 i Hawarden, död 2 mars 1967 i Fordingbridge, var en brittisk roddare.
Gladstone blev olympisk guldmedaljör i åtta med styrman vid sommarspelen 1908 i London.